# Retsopgøret efter besættelsen
Retsopgøret er betegnelsen på de især strafferetlige sager mod dem, som under besættelsen havde samarbejdet med tyske myndigheder.
Retsopgørets grundlag var straffelovstillægget, som var udarbejdet i besættelsens sidste år og blev vedtaget kort efter befrielsen. Straffelovstillægget kriminaliserede handlinger begået efter den 29. august 1943. Det blev et af de alvorligste kritikpunkter mod loven, idet det blev gjort gældende, at love med tilbagevirkende kraft strider mod en retsstats principper.
Anklagede efter straffelovstillægget var især dem, der havde været i tysk krigstjeneste eller havde haft utilbørligt økonomisk samarbejde med besættelsesmagten (de såkaldte værnemagere).
101 mænd og to kvinder blev efter krigen dømt til døden ved byretterne for landsforræderi under den tyske besættelse af Danmark. De 78 domme stadfæstedes af både Østre/Vestre Landsret og Højesteret. De 46 domme blev eksekveret, mens 30 mænd og de to kvinder blev benådet af justitsministeren og fik ændret deres straf til livsvarigt fængsel.
Af de 32 blev den sidste løsladt i 1956. Alle de udenlandske statsborgere, der var dødsdømt, blev benådet, så det var kun danske statsborgere, som blev henrettet.
De to kvinder, der blev dødsdømt var Grethe Bartram og Anna Lund Lorentzen.

## Liste over henrettede
| Dato Kl.                 | Sted        | Navn                            | Forbrydelse/Dom                                                                                                 |
| ------------------------ | ----------- | ------------------------------- | --- |
| 5. januar 1946 01:30     | København   | Knud Flemming Helweg-Larsen     | SS-Kriegsberichter og journalist. Dræbte Carl Henrik Clemmensen.                                                |
| 1. juli 1946 01:30       | København   | Hans Kristian Marinus Jensen    | Medlem af HIPO-korpset. 2 mord og 2 mordforsøg.                                                                 |
| 8. oktober 1946 01:30    | Undallslund | Franz Erik Toft                 | Tolk og medhjælper ved Gestapo i Ålborg.                                                                        |
| 11. april 1947 00:30     | Undallslund | Walther Heldtberg               | Vagt og medhjælper ved Gestapo i Ålborg.                                                                        |
| 11. april 1947 03:30     | Undallslund | Albert Johannes Dahl            | Tolk og medhjælper ved Gestapo i Ålborg SS-Rottenführer.                                                        |
| 8. maj 1947 01:00        | København   | Torben William Wulff            | Stikker. |
| 8. maj 1947 01:30        | København   | Svend Lundorff Rasmussen        | Tolk og medhjælper ved Gestapo i København.                                                                     |
| 9. maj 1947 00:05        | København   | Ib Nedermark Hansen             | Medlem af Peter-gruppen. 22 drab. 3 drabsforsøg. 60 sabotager. 3 togattentater. 3 røverier.                     |
| 9. maj 1947 00:33        | København   | Svend Thybo Sørensen            | Medlem af Peter-gruppen SS-Unterscharführer. 4 drab. 2 drabsforsøg. 10 sabotager.                               |
| 9. maj 1947 01:10        | København   | Aage Thomas Mariegaard          | Medlem af Peter-gruppen SS-Unterscharführer. 10 drab. 32 sabotager.                                             |
| 9. maj 1947 01:50        | København   | Robert Lund                     | Medlem af Peter-gruppen. 13 drab. 27 sabotager. 1 togattent. 1 røveri.                                          |
| 9. maj 1947 02:40        | København   | Helge Erik Lundquist            | Medlem af Peter-gruppen. 21 drab. 5 drabsforsøg. 26 sabotager. 2 røverier.                                      |
| 9. maj 1947 03:15        | København   | Kai Henning Bothildsen Nielsen  | Medlem af Peter-gruppen. 57 drab. 9 drabsforsøg. 116 sabotager. 5 togattentater. 3 røverier.                    |
| 9. maj 1947 04:00        | København   | Henning Emil Brøndum            | Medlem af Peter-gruppen SS-Hauptsturmführer. 38 drab. 3 drabsforsøg. 59 sabotager. 2 togattentater. 8 røverier. |
| 17. maj 1947 01:00       | Undallslund | Kristian Egede Lundholm         | Tolk og medhjælper ved Gestapo i Ålborg og København.                                                           |
| 17. maj 1947 01:30       | Undallslund | Erik Laurits Larsen             | Vagt for Organisation Todt, tolk og medhjælper ved Gestapo i København og Odense.                               |
| 23. maj 1947             | Undallslund | Børge Thorkild Jensen           | SS-mand og stikker.                                                                                             |
| 26. juni 1947 01:30      | København   | Arne Ejner Park                 | Medlem af HIPO-korpset og SS-Untersturmführer.                                                                  |
| 2. august 1947           | Undallslund | Hans Kristian Kristensen        | Medhjælper ved Gestapo i Kolding.                                                                               |
| 11. oktober 1947 01:00   | Undallslund | Aksel Godfred Nielsen           | Medlem af Schalburgkorpset og medhjælper ved Gestapo i Århus. Mordforsøg og mishandling af fanger.              |
| 11. oktober 1947 01:30   | Undallslund | Peter Karl Brinkmand            | Tolk og medhjælper ved Gestapo i Kolding.                                                                       |
| 22. januar 1948 01:30    | København   | William Karl Møller Rasmussen   | Medlem af HIPO-korpset.                                                                                         |
| 13. maj 1948             | Undallslund | Johannes Rasmussen              | Stikker og medhjælper ved Gestapo.                                                                              |
| 13. maj 1948 02:00       | Undallslund | Hans Erik Munch                 | Medhjælper for Gestapo i Esbjerg.                                                                               |
| 24. september 1948 01:30 | København   | Johannes Konrad Randchau        | SS-mand, tolk og medhjælper ved Gestapo i København og Århus.                                                   |
| 12. november 1948 01:00  | Undallslund | Poul Michael Hansen             | Tolk og medhjælper ved Gestapo i København.                                                                     |
| 12. november 1948 01:45  | Viborg      | Niels Riis                      | Tolk og medhjælper ved Gestapo i Kolding.                                                                       |
| 12. november 1948 01:30  | København   | Ejner Robert Walberg Andersen   | SS-Rottenführer og medlem af HIPO-korpset.                                                                      |
| 15. januar 1949 01:00    | København   | Ove Charles Hermann Petersen    | SD-mand i Århus og København.                                                                                   |
| 15. januar 1949 01:00    | Undallslund | Aksel Jørgensen                 | SD-mand i Århus.                                                                                                |
| 10. maj 1949             | Undallslund | Hans Julius                     | Tolk og medhjælper ved Gestapo i Esbjerg.                                                                       |
| 10. maj 1949 01:00       | København   | Jørgen Børge Axel Lorentzen     | Leder af Lorenzen-gruppen.                                                                                      |
| 10. maj 1949 01:40       | København   | John Ernst Hemmingsen           | Medlem af Lorenzen-gruppen.                                                                                     |
| 10. maj 1949 02:02       | København   | Enrico Haakon Bernardo Rand     | Medlem af Lorenzen-gruppen.                                                                                     |
| 10. maj 1949 02:34       | København   | Tage Petersen                   | SS-Obersturmführer og medlem af Lorenzen-gruppen.                                                               |
| 25. juni 1949 01:00      | København   | Knud Børge Martinsen            | Kommandør for Frikorps Danmark og Schalburgkorpset SS-Obersturmbannführer.                                      |
| 25. juni 1949 01:30      | København   | Jakob Erik Holm                 | Adjudant og Auditør i Schalburgkorpset.                                                                         |
| 12. juli 1949 01:00      | Undallslund | Arne Pedersen                   | Stikker. |
| 15. september 1949 01:00 | København   | Arne Oskar Hammeken             | Bogtrykker, tolk og medhjælper ved Gestapo i Dagmarhus.                                                         |
| 21. september 1949 01:30 | København   | Henry Peder Emil Riksted        | Medlem af Schalburgkorpset.                                                                                     |
| 25. november 1949 01:00  | København   | Helmuth Valdemar Mortensen      | Medlem af Schiøler-gruppen.                                                                                     |
| 25. november 1949 01:30  | København   | Ib Gerner Ibsen                 | Leder af Schiøler-gruppen.                                                                                      |
| 4. februar 1950 01:00    | København   | Aage Carl Anton Jensen          | Souschef i Lille Jørgen-gruppen.                                                                                |
| 4. februar 1950 01:30    | København   | Jørgen Christian Sørensen       | Leder af Lille Jørgen-gruppen.                                                                                  |
| 4. februar 1950 02:00    | København   | Carl Viggo Klæbel               | Medlem af Lille Jørgen-gruppen.                                                                                 |
| 20. juli 1950 01:00      | København   | Niels Rasmus Ib Birkedal Hansen | Leder af Birkedal Hansen-gruppen.                                                                               |

## Liste over dømte senere benåede
Nedenfor ses en liste over tidligere dødsdømte personer, som blev benådet efter retsopgøret i Danmark. Listen angiver navn og den præcise dato for løsladelse. 
| Navn                           | Løsladelsesdato            |
| ------------------------------ | -------------------------- |
| Johannes Nielsen               | 14. december 1955          |
| Anna Østergaard Lorenzen       | 26. oktober 1956           |
| Grethe Bartram                 | 26. oktober 1956           |
| Jørgen Oluf Nielsen            | 5. juli 1957               |
| Erland Jensen                  | 29. november 1957          |
| Kurt Johannsen                 | 29. november 1957          |
| Nis Lorenz Closter             | 29. november 1957          |
| Georg Albert Olsson            | 19. maj 1958               |
| William Pedersen               | 19. maj 1958               |
| Ello Bent Stegeager Simonsen   | 19. maj 1958               |
| Henning Bjernekurt Thomsen     | 19. maj 1958               |
| Vilhelm Georg Barnewitz        | 1. juli 1958               |
| Per Birkedal Hansen            | 1. juli 1958               |
| Willi Mann                     | 1. juli 1958               |
| Eigil Gervig Jørgensen         | 30. januar 1959            |
| Erik Kristian Rasmus Rasmussen | 30. januar 1959            |
| Finn Ignes Prehn               | 30. januar 1959            |
| Knud Ernst Orla Christensen    | 30. maj 1959               |
| Helge Klein Nielsen            | 30. maj 1959               |
| Oskar Axel Vilhelm Nielsen     | 30. maj 1959               |
| John Kolling                   | 30. maj 1959               |
| Arvil Waltenstrøm              | 15. oktober 1959           |
| Børge Siegfred Bendahl         | 15. oktober 1959           |
| Henry Edvin Symbel             | 15. oktober 1959           |
| Anton Peter Callesen           | 5. februar 1960            |
| Egon Harry Ibsen               | 5. februar 1960            |
| Erik Helge Kemner              | Død under fængselsopholdet |